# Electrophaes chimakaleparia
Electrophaes chimakaleparia là một loài bướm đêm trong họ Geometridae.